# Pedro de la Vega (futbolista)
Pedro de la Vega (Olavarría, Argentina, 7 de febrero de 2001) es un futbolista profesional argentino que se desempeña como delantero o extremo. Juega en el Seattle Sounders F. C. de la Major League Soccer.

## Trayectoria

### Inicios
Sus inicios tuvieron lugar en su ciudad natal, jugando para el club Ferro Carril Sud de Olavarría. En 2015 empezó su carrera en Club Atlético Lanús, destacando en sus categorías inferiores, siendo reconocido en 2017 por la AFA como jugador destacado del fútbol juvenil.

### Carrera profesional
En septiembre de 2018 fue convocado para jugar un partido con el primer equipo de Lanús. De la Vega fue convocado para jugar contra Racing Club ocupando una plaza de titular, de la mano del DT Luis Zubeldía. Fue sustituido en ese partido, jugando, además, otros nueve partidos con Lanús. El 27 de abril de 2019 convierte su primer gol ante Club Atlético Vélez Sarsfield por la Copa de la Superliga 2018.

## Selección nacional

### Sub-20

#### Participaciones en Sudamericanos
| Torneo                   | Sede  | Resultado  | Partidos | Goles |
| ------------------------ | ----- | ---------- | -------- | ----- |
| Sudamericano Sub-20 2019 | Chile | Subcampeón | 9        | 0     |

#### Participaciones en Copas del Mundo
| Torneo                   | Sede    | Resultado        | Partidos | Goles |
| ------------------------ | ------- | ---------------- | -------- | ----- |
| Copa Mundial Sub-20 2019 | Polonia | Octavos de final | 3        | 0     |

### Sub-23

#### Participaciones en Juegos Olímpicos
| Torneo                | Sede  | Resultado      | Partidos | Goles |
| --------------------- | ----- | -------------- | -------- | ----- |
| Juegos Olímpicos 2020 | Tokio | Fase de grupos | 3        | 0     |

## Estadísticas

### Clubes
Actualizado hasta su último partido disputado el 6 de agosto de 2025.
| Club                                  | Div.          | Temporada     | Liga  | Liga  | Liga   | Copas nacionales | Copas nacionales | Copas nacionales | Torneos internacionales | Torneos internacionales | Torneos internacionales | Total | Total | Total  |
| Club                                  | Div.          | Temporada     | Part. | Goles | Asist. | Part.            | Goles            | Asist.           | Part.                   | Goles                   | Asist.                  | Part. | Goles | Asist. |
| ------------------------------------- | ------------- | ------------- | ----- | ----- | ------ | ---------------- | ---------------- | ---------------- | ----------------------- | ----------------------- | ----------------------- | ----- | ----- | ------ |
| C. A. Lanús Argentina                 | 1°            | 2018-19       | 10    | 0     | 1      | 3                | 1                | 0                | —                       | —                       | —                       | 13    | 1     | 1      |
| C. A. Lanús Argentina                 | 1°            | 2019-20       | 17    | 4     | 0      | 3                | 0                | 0                | 1                       | 0                       | 0                       | 21    | 4     | 0      |
| C. A. Lanús Argentina                 | 1°            | 2020-21       | —     | —     | —      | 8                | 1                | 3                | 8                       | 1                       | 1                       | 16    | 2     | 4      |
| C. A. Lanús Argentina                 | 1°            | 2021          | 18    | 1     | 1      | 12               | 2                | 0                | 5                       | 1                       | 1                       | 35    | 4     | 2      |
| C. A. Lanús Argentina                 | 1°            | 2022          | 1     | 0     | 0      | —                | —                | —                | —                       | —                       | —                       | 1     | 0     | 0      |
| C. A. Lanús Argentina                 | 1°            | 2023          | 25    | 6     | 3      | 15               | 0                | 4                | —                       | —                       | —                       | 40    | 6     | 7      |
| C. A. Lanús Argentina                 | Total club    | Total club    | 71    | 11    | 5      | 41               | 4                | 7                | 14                      | 2                       | 2                       | 126   | 17    | 14     |
| Seattle Sounders F. C. Estados Unidos | 1°            | 2024          | 20    | 1     | 1      | 1                | 0                | 0                | 2                       | 0                       | 0                       | 23    | 1     | 1      |
| Seattle Sounders F. C. Estados Unidos | 1°            | 2025          | 21    | 3     | 3      | —                | —                | —                | 8                       | 5                       | 0                       | 29    | 8     | 3      |
| Seattle Sounders F. C. Estados Unidos | Total club    | Total club    | 41    | 4     | 4      | 1                | 0                | 0                | 10                      | 5                       | 0                       | 52    | 9     | 4      |
| Total carrera                         | Total carrera | Total carrera | 112   | 15    | 9      | 42               | 4                | 7                | 24                      | 7                       | 2                       | 178   | 26    | 18     |
| 1. 2. 3.                              |               |               |       |       |        |                  |                  |                  |                         |                         |                         |       |       |        |